# ظلال في الجنة (فلم)
ظلال في الجنة (بالفنلندية Varjoja paratiisissa) فيلم فنلندي من إخراج أكي كاوريسمكي سنة 1986.

## روابط خارجية
- مقالات تستعمل روابط فنية بلا صلة مع ويكي بيانات